# SV Ostmark Danzig
Der SV Ostmark Danzig war ein Fußballverein aus der damals in der Provinz Westpreußen gelegenen Stadt Danzig. Die Fußballabteilung spielte in der damals erstklassigen Bezirksliga Danzig des Baltischen Rasen- und Wintersport-Verbandes.

## Geschichte
Nach Gründung des Vereins am 1. November 1909 erfolgte im selben Jahr vom Baltischen Wintersport-Verband die Zuteilung des Vereins in die erstklassige Bezirksliga Danzig 1909/10. Bereits 1910/11 konnte Ostmark Danzig die Bezirksliga durch ein 2:1-Erfolg im Entscheidungsspiel gegen den BuEV Danzig gewinnen und durfte somit an der baltischen Fußballendrunde teilnehmen. In dieser erreichte Ostmark Danzig nach einem Freilos im Viertelfinale und einem 7:0-Sieg über den SV Marienwerder im Halbfinale das Finale. Dieses am 9. April 1911 ausgetragene Finalspiel verlor Danzig jedoch mit 2:4 gegen den SC Lituania Tilsit und verpasste somit den Gewinn der baltischen Fußballmeisterschaft und daraus folgend die Teilnahme an der Endrunde zur deutschen Fußballmeisterschaft nur knapp. 1911/12 wurde Ostmark Vizemeister in der Bezirksliga Danzig, in diesem Jahr war der Lokalkonkurrent BuEV Danzig jedoch zu stark, beide Ligapartien gingen verloren (0:3 und 0:2). Nach einem weiteren zweiten Platz in der Spielzeit 1912/13 konnte 1913/14 die Saison punktgleich mit dem BuEV Danzig beendet werden. Das Entscheidungsspiel am 15. Februar 1914 um die Bezirksmeisterschaft Danzigs verlor dieses Mal Ostmark Danzig auf dem Danziger Heinrich-Ehlers-Platz mit 1:3. In den folgenden Jahren fand auf Grund des Ersten Weltkrieges kaum ein geregelter Spielbetrieb statt.
Nach dem Ersten Weltkrieg erreichte Ostmark Danzig im nun Kreis II Danzig genannten Gebiet überwiegend Mittelfeldplatzierungen. 1923/24 wurde die Danziger Liga einmalig in zwei Gruppen ausgespielt, Ostmark gewann die Gruppe B und qualifizierte sich somit für das Finale um die Kreismeisterschaft Danzigs. Nachdem das erste Spiel gegen den SC Preußen Danzig, seinerseits Sieger der Gruppe A, mit 1:0 gewonnen werden konnte, erfolgte im Rückspiel eine 0:3-Niederlage. Da eine Addition der Ergebnisse nicht vorhergesehen war, erfolgte die Austragung eines Entscheidungsspiels, welches Ostmark Danzig mit 1:3 verlor. Der Verein rutschte in den kommenden Jahren ins untere Mittelfeld, 1927/28 reichte der vorletzte Platz nicht mehr zum Klassenerhalt und der Verein musste in die zweitklassige A-Klasse absteigen. Ein Wiederaufstieg in die Erstklassigkeit gelang Ostmark Danzig nicht mehr, die Mannschaft erreichte noch zweimal den zweiten Tabellenplatz der A-Klasse. Nach der Umstrukturierung des Fußballsports 1933 spielte Ostmark Danzig in der drittklassigen 1. Klasse Bezirk IV Danzig-Marienwerder innerhalb des Fußballgaus Ostpreußen.
1934 vereinigte sich der Verein mit dem RSV Hansa Danzig zum RVgg Ostmark-Hansa Danzig. Als Sieger der 1. Klasse Danzig 1934/35 wäre der Verein ursprünglich in die zweitklassige Bezirksklasse Danzig-Marienwerder aufgestiegen, durch die Umstrukturierung des Ligasystems verblieb Ostmark-Hansa jedoch in der 1. Klasse. Ein Spielbetrieb in der durch den Beginn des Zweiten Weltkriegs geprägten Saison 1939/40 ist nicht überliefert. Nach Gründung des Sportgaus Danzig-Westpreußen 1940 erfolgte eine Übergangsrunde zur Einteilung der Vereine in das Ligasystem. In dieser erreichte Ostmark den fünften Tabellenplatz der 1. Kreisklasse und wurde dadurch in die drittklassige 2. Klasse Danzig 1940/41 eingeordnet. Ein Aufstieg in die 1. Klasse gelang dem Verein zur Saison 1941/42. In dieser verblieb Ostmark-Hansa Danzig bis zum Abbruch des Spielbetriebs in der Saison 1944/45.
Ende März 1945 kam das schwer zerstörte Danzig unter die Verwaltung der Volksrepublik Polen, die das gesellschaftliche Leben der in der Stadt noch vorhandenen Einwohner beendete und ab Juli 1945 mit deren Vertreibung begann. Dabei ging der SV Ostmark Danzig unter.

## Erfolge
- Baltischer Vizemeister: 1911
- Danziger Fußballmeister: 1911
- Danziger Vizemeister: 1912, 1913, 1914,  1924